# Тром-Аган
Тром-Ага́н (рос. Тром-Аган) — селище у складі Сургутського району Ханти-Мансійського автономного округу Тюменської області, Росія. Входить до складу Ульт-Ягунського сільського поселення.
Населення — 194 особи (2010, 210 у 2002).
Національний склад станом на 2002 рік: ханти — 42 %, росіяни — 39 %.